# 단테 (데빌 메이 크라이)
단테(일본어: ダンテ, 영어: Dante)는 캡콤의 비디오 게임 시리즈 《데빌 메이 크라이》의 주인공이다. 이름의 유래는 이탈리아의 시인 단테 알리기에리이다. 리부트 작품인 《DmC: 데빌 메이 크라이》에서는 완전히 새로 디자인되었다.
2000년 전 마계를 봉인한 마검사 스파다의 아들로, 악마인 아버지와 인간인 어머니 '에바(Eva) 사이에서 태어난 반인반마이다. 악마의 피 때문인지 머리에 총을 맞거나 가슴에 칼이 찔려도 순식간에 치유해버리는 능력을 가져서 죽지 않는다. 데빌 메이 크라이(Devil May Cry)라는 이름의 가게를 차려 의뢰를 받는 청부업자 식의 악마 사냥꾼을 생업으로 삼고 있다. 그러던 어느 날, 자신의 어머니와 꼭닮은 외모를 가진 트리쉬라는 여성이 찾아와 문두스를 처리하라는 의뢰로 인해 문두스가 있는 마렛트 섬으로 가게 된다. 주무기는 자신이 직접 제작한 권총 두자루 '에보니 & 아이보리(Ebony & Ivory)'와 아버지가 물려준 검 '포스엣지 (Force Edge)'이며 피자를 매우 좋아한다.(치카) 또한 '패스워드'를 말하면 보수를 마다하고 무조건 일을 하러 간다.